# Sumo Group
Sumo Group es una empresa holding británica con sede en Sheffield, Reino Unido. Fue fundada en diciembre del año 2017 como una empresa matriz de Sumo Digital, Pipeworks Studios, entre otros estudios, fue cotizado a la bolsa de valores de Londres después de un mes. La empresa vendió el 8% de sus acciones a la empresa de telecomunicaciones chino Tencent Holdings en 2019, pero en 2021 Tencent compró el 100% de sus acciones.

## Historia
Su fundación fue planeada por Carl Cavers, Paul Porter, Darren Mills, James North-Hearn, cuatro ex-desarrolladores de Infogrames Studios, también son conocidos por establecer la empresa Sumo Digital. En marzo de 2008 la empresa de videojuegos Foundation 9 Entertainment compraría Sumo Digital. En el año 2014, Sumo Digital compraría sus acciones hasta independizarse, operación llevada por Cavers, Porter, Mills y Chris Stockwell. En el año 2017 se establece la empresa Sumo Group como una empresa matriz de Sumo Digital y de Athomhawk, después de un mes de su fundación se cotizó en la bolsa de valores de Londres.
En 2019, la empresa china Tencent compró 15 millones de dólares en acciones de Sumo Group, representando un 8%. En octubre de 2020, Sumo Group adquiere a la desarrolladora Pipeworks Studios. En 2021 fundó la distribuidora Secret Mode y en el mismo año el 19 de julio, Tencent realizó un acuerdo con Sumo Group en adquirir el 100% de sus acciones con un valor neto de 1,027 millones de dólares, proceso que terminaría a finales del año 2021. En el mismo año en septiembre Sumo Group compra la desarrolladora británica Auroch Digital por 6 millones de libras esterlinas.
En diciembre de 2021, el Comité de Inversión Extranjera en los Estados Unidos aprobó la adquisición de Tencent, seguido por el Tribunal Superior de Justicia de Inglaterra y Gales quienes aprobarón la compra el 13 de enero de 2022. El 17 de enero de 2022, se cierra la compra de Sumo Group por parte de Tencent, convirtiéndose en una nueva filial de Tencent Games. El 21 de julio de 2022, Sumo Group vendio Pipeworks Studios hacia el desarrollador Jagex. En septiembre de 2023, Sumo Group anuncio que adquirio el estudio desarrollador de videojuegos con sede en Royal Leamington Spa Midoki. 
El 11 de julio de 2024, Sumo Group anunció que reducira el 15% de fuerza laboral y el cierre del estudio Timbre Games. El 5 de septiembre de 2024, El fundador y director ejecutivo de Timbre Games Joe Nickolls logro fundar nuevamente el estudio en ese mismo año obteniendo los derechos del nombre y marca del estudio. El 3 de marzo de 2025, el estudio Secret Mode fue vendido a la empresa Emona Capital, operando como un publicador completamente independiente.

## Filiales
- Athomhawk
  - Athomhawk Canadá
  - Athomhawk United Kigdom
- Auroch Digital
- Sumo Digital
  - Lab 42
  - Pixel Ant
  - Red Kite Games
  - Sumo Leamington
  - Sumo Newcastle
  - Sumo Nottingham
  - Sumo Pune
  - Sumo Sheffield
  - Sumo Warrington
  - The Chinese Room